# 铜城镇
铜城镇，是中国安徽省天长市下属的一个行政建制镇。2007年4月乡镇行政区划调整后，原安乐镇和高庙镇2镇并入，全镇区域面积222.8平方公里，下辖32个村，7个居委会，人口为71662人 。
铜城镇位于天长市最北部，与江苏省金湖县接壤，历来是周边数县一带的商品集散地。今铜城镇境内的龙岗出过清代状元戴兰芬。
2009年11月成为安徽省“扩权强镇”的试点，安徽省政府将下放部分行政审批权和执法权，在城管、环保、劳动、安全生产、食品安全、工商等领域，委托试点镇行使县级行政审批许可和处罚权，并可成立综合性的行政管理执法机构，具体处理相关事宜。

## 历史
民国30年10月，原属盱眙县的铜城乡及大通区划属天长，下辖大通、保安、齐庙3个乡